# Oriane Lassus
Oriane Lassus (née en 1987) est une autrice, illustratrice et dessinatrice de bande dessinée française.

## Biographie
Dès 2009, Oriane Lassus alimente le blog Spongiculture dans lequel l'auteure et dessinatrice passe au crible son quotidien sur fond d'humour acerbe. Le projet obtient le « prix Révélation Blog » deux ans plus tard, lors du Festival international de la bande dessinée d'Angoulême,. 
Après un Master en illustration à l’Académie royale des beaux-arts de Bruxelles, elle publie sa première bande dessinée Ça va derrière ? aux éditions Vraoum en 2012. L'ouvrage explore les micro-évènements individuels qui ponctuent la cellule familiale. 
Elle participe régulièrement aux résidences d'artistes Pierre Feuille Ciseaux organisée à Arc-et-Senans et réunissant chaque année une sélection d'auteurs parmi les plus innovants de la scène littéraire alternative.
Depuis 2014, elle collabore au magazine jeunesse Biscoto, dans lequel elle publie notamment le récit Le Meilleurissime Repaire de la Terre, retenu dans la sélection jeunesse du Festival d'Angoulême 2018 et objet d'une exposition au pavillon Jeunes talents,.
En 2016, la bande dessinée Quoi de plus normal qu'infliger la vie ? est éditée aux éditions Arbitraire. Oriane Lassus y met en avant la situation encore taboue des femmes nullipares, ces femmes qui choisissent de ne pas avoir d’enfants.

## Publications
- Ça va derrière ?, Vraoum, 2012
- Immobilerie Pointure, Super Structure, 2013
- Quoi de plus normal qu'infliger la vie ?, Arbitraire, 2016
- Première fraîcheur, Arbitraire, 2017[10]
- Le Meilleurissime Repaire de la Terre, Biscoto, 2017
- Les Gardiennes du grenier, Biscoto, 2020
- Sylvie pour la caisse 5, éd. Hécatombe 2022  (ISBN 978-2940432400)

## Expositions
- Le Meilleurissime Repaire de la Terre, Festival d'Angoulême 2018, Pavillon Jeunes Talents, janvier 2018
- Oriane Lassus : Lauréate du Prix de l’ÉESI 2020, Exposition personnelle, Éesi Angoulême, du 30 janvier au 15 février 2020[11]

## Prix et distinctions
- 2011 : Prix Révélation Blog pour Spongiculture, Festival international de la bande dessinée d'Angoulême
- 2020 : Lauréate du prix de l'Éesi[12]
- Prix Bernard Versele 2023[13] catégorie 5 chouettes, pour  Les Gardiennes du grenier